# 高貴軸孔珊瑚
高貴軸孔珊瑚（学名：Acropora nobilis）为軸孔珊瑚科軸孔珊瑚屬下的一个种。